# The Garden (Merril Bainbridge)
The Garden è il primo album in studio della cantante australiana Merril Bainbridge, pubblicato il 31 luglio 1995.

## Singoli
Mouth, è il singolo apripista, pubblicato nell'ottobre 1994. La canzone ha raggiunto la prima posizione in Australia, la diciassettesima in Nuova Zelanda, la settantunesima in Germania e la quarta negli Stati Uniti, diventando la canzone più di successo della cantante. Il secondo singolo, Under the Water, pubblicato nel giugno 1995, ha raggiunto la quarta posizione in Australia, diventando la sua seconda top 10 nel paese. Il terzo singolo, Power of One, pubblicato nell'ottobre 1995, ha raggiunto la ventunesima posizione nella medesima classifica. Un quarto singolo, Sleeping Dogs, è stato pubblicato nel febbraio 1996.

## Tracce
1. Garden in My Room – 4:32 (Merril Bainbridge)
2. Under the Water – 4:13 (Merril Bainbridge, Owen Bolwell, Stanley Paulzen)
3. Miss You – 3:03 (Merril Bainbridge)
4. Mouth – 3:25 (Merril Bainbridge McCollum, Taylor Parks, Adam Spark)
5. Julie – 3:56 (Merril Bainbridge)
6. Song for Neen – 2:40 (Merril Bainbridge)
7. Sleeping Dogs – 3:28 (Merril Bainbridge, Bee Gees)
8. Reasons Why – 2:57 (Merril Bainbridge)
9. Spinning – 4:09 (Merril Bainbridge, Owen Bolwell)
10. Being Boring – 3:51 (Chris Lowe, Neil Tennant) – Originariamente interpretata dai Pet Shop Boys
11. State of Mind – 5:01 (Merril Bainbridge, George Siew Ooi)
12. Power of One – 4:08 (Merril Bainbridge)
13. Garden in My Room (Reprise) – 1:13 (Merril Bainbridge)

## Classifiche

### Classifiche Settimanali
| Classifica (1995-96) | Posizione massima |
| -------------------- | ----------------- |
| Australia            | 5                 |
| Nuova Zelanda        | 34                |
| Stati Uniti          | 101               |

### Classifiche di fine anno
| Classifica (1995) | Posizione |
| ----------------- | --------- |
| Australia         | 27        |